# Blntla

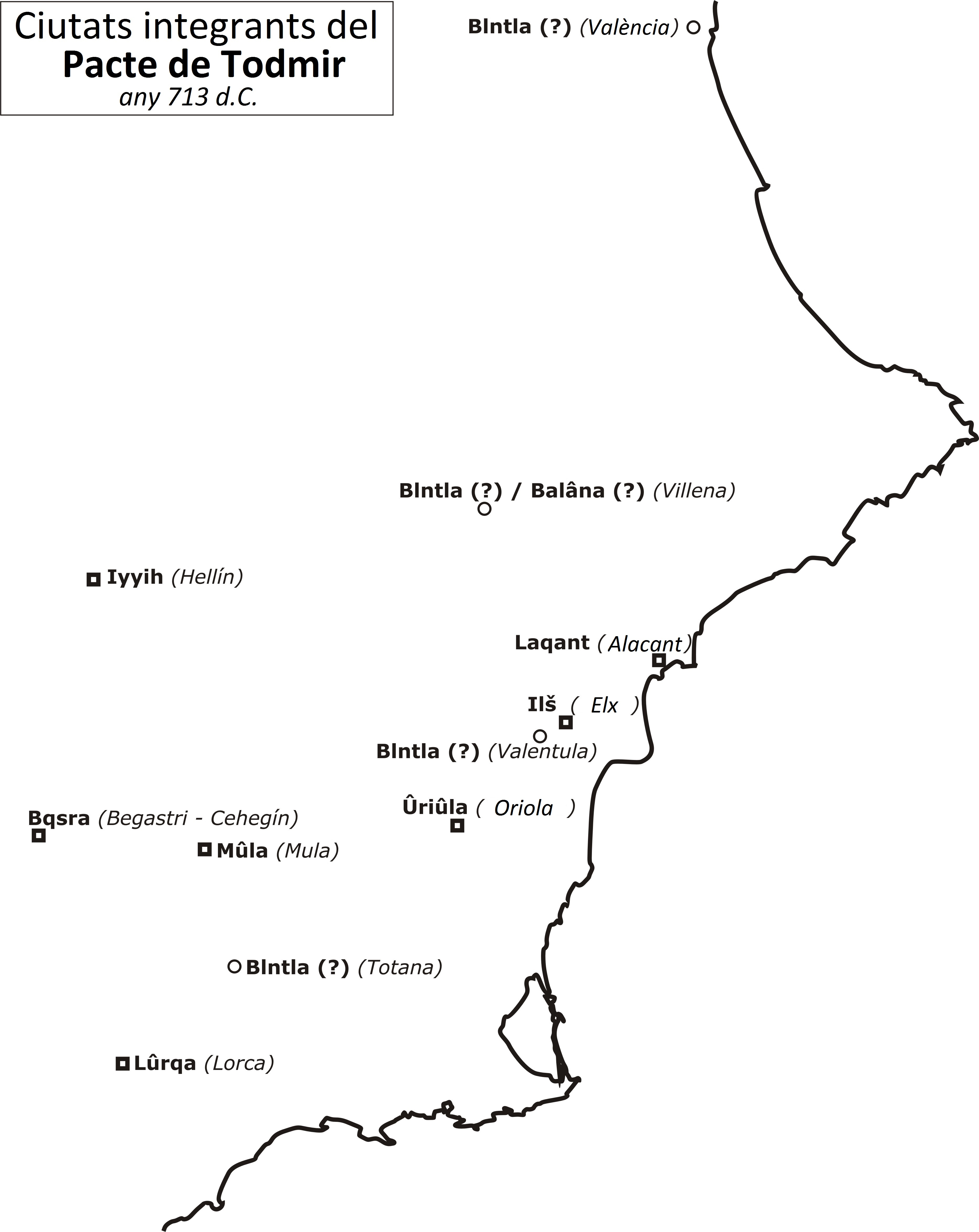
Ciutats integrants del pacte de Teodomir, any 713

Blntla (en àrab: بلنتلة) és una de les ciutats que apareixen en el pacte de Teodomir, que es va signar entre el duc cristià visigot Teodomir i Abd-al-Aziz l'any 713. S'ha vocalitzat com a Balantala, Baltana, Valentila o Batanala, entre d'altres,
i ha sigut relacionada principalment amb Villena i València, però no hi ha consens sobre com ha de llegir-se ni a quina ciutat es referix.
El topònim Blntla apareix en les tres principals versions del pacte de Teodomir, la d'al-Udhrí, la d'ad-Dabbí i la d'al-Himyarí, que citen les set principals ciutats del regne en aquella època. Totes tres versions són còpies d'un original que es va perdre, i en donen set ciutats. Quatre d'aquestes (Ūriūla, Laqant, Lūrqa i Blnta) n'apareixen en els tres, i unes altres cinc (Iyyih, Mūla, Ilx, Bqsra i Bilāna) només en alguns. Estes són les ciutats del pacte:
| al-Udhrí | ad-Dabbí | al-Himyarí |
| Ūriūla   | Ūriwala  | Ūriḡūla    |
| Mūla     | Blntla   | Blntla     |
| Lūrqa    | Laqant   | Laqant     |
| Blntla   | Mūla     | Mūla       |
| Laqant   | Bqsra    | Bilāna     |
| Iyih     | Iyyih    | Lūrqa      |
| Ilx      | Lūrqa    | Iyyih      |

La majoria d'estes ciutats s'han relacionat amb bastant seguretat amb el seu topònim actual. Així doncs Ūriūla és Oriola, Laqant és Alacant, Lūrqa és Llorca, Mūla és Mula, Ilx és Elx, Iyyih és amb quasi total seguretat Hellín i Bqsra és molt segurament l'antiga Begastri, a Cehegín. Per tant, només romanen sense identificar clarament Bilāna i Blntla.

## Hipòtesis d'identificació per aBilānaiBlntla

### Villena
Encara que no hi ha troballes arqueològiques que facen pensar que hi va haver una ciutat en l'àrea de Villena en època romana o visigoda, són diversos els autors que l'han identificada amb Blntla, ja que l'altra opció possible, València, queda molt lluny de la zona que s'atribuïx al regne de Teodomir. No suposa cap impediment que Villena s'escriga amb v, ja que el topònim original va ser Bilyāna, que evolucionà a Billena, i la grafia de la qual va ser atreta pel mot villa. Gaspar Remiro justifica la relació suposant una lectura roïna de بلنتلة (Blntla) per بليانة (Bilyāna, nom àrab de Villena a partir del segle xi), ja que no era infreqüent que en àrab es cometeren errors en copiar els signes diacrítics de mots poc comuns.
Alguns autors, suposant una assimilació distinta per al topònim Blntla, han identificat Villena amb Bilāna, l'altra ciutat no identificada del pacte, que només apareix en la versió d'al-Himyari, del segle xiv. Domene Verdú explica el fet suposant que, en no existir ja Begastri en eixa època, es va substituir per Villena, ciutat que sí que era important durant el segle xiv. No obstant això, segons Pocklington, és probable que al-Himyari copiara la seua versió d'un text amb llacunes, i Bilāna (بلانة) siga una mala lectura per fulāna (فلالة) que vol dir 'alguna'.

### València
La ciutat de València no té només importants troballes d'època romana i visigoda, sinó que Blntla pot molt fàcilment llegir-se com el diminutiu de tipus llatí Valentula (escrit amb b, ja que la v no existeix en àrab). Hi ha, però, dos problemes importants. El primer, de lògica geopolítica, ja que València està massa lluny del territori del pacte, representat coherentment per la resta de ciutats; el segon, el fet que no se citen en el tractat altres ciutats importants en l'època dins de la zona d'influència valenciana, com ara Dénia, Xàtiva o Alzira.

### Altes localitzacions
Encara que principalment es relaciona est topònim amb Villena i València, altres autors l'han relacionat amb d'altres. Cal assenyalar la hipòtesi de María José Rubiera, que la localitza a Valentula, en la rodalia d'Elx i la de García Antón, que la localitza a Totana.